# 우카시 피슈체크
우카시 피슈체크(폴란드어: Łukasz Piszczek, 1985년 6월 3일, 체호비체-지지체 ~ )는 폴란드의 축구 선수로, 현재 III 리가의 LKS 고차우코비세-츠드로이에서 오른쪽 수비수로 활약하고 있다. 그는 이전에 헤르타 BSC과 자그웽비에 루빈의 선수로 활약한 적이 있다. 그는 폴란드 축구 국가대표팀의 일원이기도 했다.

## 클럽 경력
2001년, 피슈체크는 그바렉 차브르체에 합류하였고, 2003년 폴란드 유소년 챔피언쉽 우승을 경험하였다. 2004년, 그는 터키인 알리 외즈튀르크와 더불어 UEFA U-19 챔피언쉽 득점왕에 올랐고, 이후 헤르타 BSC 베를린과 계약하고 자그웽비에 루빈으로 바로 임대되었고, 그곳에서 2006-07 시즌 리그 우승을 경험하였다. 자그웽비에 시절, 그는 4-3-3 포메이션에서 오른쪽 윙어로 기용되었지만, (보이시흐 워보진스키가 오른쪽 윙어, 미하우 차우빈스키가 중앙 미드필더로 기용) 중앙 공격수로도 기용되기도 하였다. 2006-07 시즌, 그는 11골을 넣어 차우빈스키 (13골)에 이어 팀내 득점 2위를 기록하였다.
2007년 헤르타는 그를 다시 불러왔고, 2008년 4월 26일, 하노버 96과의 경기에서 분데스리가 첫 출전을 기록하였고, 경기는 무승부로 끝났다.
2008-09 시즌, 그는 허리 문제로 인해 수술을 받게 되었고, 시즌 전반기 대부분의 경기에 결장하였다. 그는 2009년 2월에 훈련에 복귀하였지만, 다음 달 경미한 무릎 부상을 당하였다. 그는 4월이 되어서야 리그 경기에 출장할 수 있었다. 헤르타에서 피슈체크는 오른쪽 윙어로 출전하였다. 그러나, 그의 2번째 시즌에는 아르네 프리드리히의 부상으로 인하여 오른쪽 풀백으로 기용되었다. 프리드리히의 복귀 후, 그는 주전 자리를 잃었지만, 2009-10 시즌에 프리드리히가 센터백으로 전향하면서 되찾았다.
2010년 5월 19일, 그는 보루시아 도르트문트로 자유이적하여, 2013년 6월까지 지속되는 계약을 하였다. 이듬해 7월 26일, 피슈체크는 2016년 6월까지 지속되는 연장계약을 체결하였다.

## 국가대표팀 경력
피슈체크는 2007년 2월 3일, 에스토니아전에서 폴란드 축구 국가대표팀 선수로써 데뷔전을 치렀다. 2008년 6월 8일, 그는 부상당한 야쿠프 브와슈치코프스키를 대신하여 UEFA 유로 2008 최종 명단에 포함되었다. 그는 독일과의 경기에서 교체되어 출전하였으나, 훈련 중 부상으로 인하여 그 후의 두 경기에 모두 결장할 수 밖에 없었다.
2011년 7월 29일, 피슈체크는 폴란드 축구 협회 (PZPN) 에 의해 그가 출장하지 않은 2006년 크라이코바 경기에 대해 승부 조작으로 연루되었다. 2011년 9월, 징계가 철회되었다.

## 사생활
우카시 피슈체크는 체호비세-지지세에서 자라났다. 그의 아버지는 지역 축구 클럽 감독이었고, 그의 아버지는 우카시가 7-8세가 되었을 때 훈련에 불러왔다. 그의 형제, 토마시 또한 축구와 인연을 맺고 있다.
그는 2009년 6월 에바와 결혼하였다. 피슈체크 부부는 2011년 3월 3일, 사라를 득녀하였다.

## 수상 내역

### 클럽
자그웽비에 루빈
- 엑스트라클라사: 2006-07

보루시아 도르트문트
- UEFA 챔피언스리그

준우승: 2012–13
- 분데스리가

우승: 2010-11, 2011-12
- DFB 포칼

우승: 2011-12
- 독일 슈퍼컵

우승: 2013